# Ehrhardt Post
Alfred Ehrhardt Post est un joueur d'échecs et un organisateur de tournois d'échecs allemand né le 23 septembre 1881 à Cottbus et mort le 11 août 1947 à Berlin. 

## Victoires en tournoi
Post remporta les congrès de la fédération allemande d'échecs, ancêtres du championnat d'Allemagne) en 1921 (devant Friedrich Sämisch) et 1922, et fut également deuxième derrière Ernst Grünfeld en 1923. En 1923, il remporta un match contre Wilhelm Cohn à Berlin.

## Organisateur de tournois
Post fut directeur exécutif de la fédération d'échecs de la « Grande Allemagne » nazie de 1933 à 1945 et organisa plusieurs tournois internationaux en Allemagne :
- Stuttgart 1939 (victoire de Efim Bogoljubov) ;
- Munich 1941 (victoire de Gösta Stoltz) ;
- Salzbourg 1942, tournoi à six remporté par Alexandre Alekhine ;
- Munich 1942, championnat européen remporté par Alexandre Alekhine ;
- Salzbourg 1943, victoire de Alexandre Alekhine et Paul Keres.

## Membre de la Société d'échecs de Berlin
Alfred Ehrhardt Post fréquente la Société des échecs de Berlin, puis en devient le président. L'organisation d'événements échiquéen qu'il produit pour le régime nazi donnera une mauvaise réputation au club et conduira, avec la perte d'une partie de ses membres, à sa fusion avec un autre club berlinois, le Schachvereinigung Eckbauer après la Seconde Guerre mondiale, en 1949.